# Landkreis Prignitz
Landkreis Prignitz er en landkreis i den nordvestlige del af den tyske delstat Brandenburg. Den har sit navn efter landskabet Prignitz.
Nabokreise er mod nord landkreise Ludwigslust og Parchim i Mecklenburg-Vorpommern, mod øst den brandenburgske Landkreis Ostprignitz-Ruppin, mod syd Landkreis Stendal i delstaten Sachsen-Anhalt, og mod syd og sydvest ligger Landkreis Lüchow-Dannenberg i Niedersachsen.
Fra  1818 til 1952 hørte området til kreisene Øst- og Westprignitz med administrationssæde i Kyritz og Perleberg.
I området tales der lejlighedsvis den østnedertyske variant af plattysk.

## Byer og kommuner
Efter kommunalreformen 2003 består kreisen af  26 kommuner, herunder 7 byer. 
Kreisen havde 76508  indbyggere pr.  2018-12-31

| Byer ¹ amtstilhørende by 1. Bad Wilsnack (2532)¹ 2. Lenzen (Elben) (2086)¹ 3. Meyenburg (2083)¹ 4. Perleberg (12141) 5. Pritzwalk (11924) 6. Putlitz (2681)¹ 7. Wittenberge (17015) Amtsfrie kommuner ( * markerer administrationsby) 1. Groß Pankow (Prignitz) (3803) 2. Gumtow (3338) 3. Karstädt (5943) 4. Plattenburg (3297) Amter med tilhørende kommuner Bad Wilsnack/Weisen (6065) 1. Bad Wilsnack, Stadt * (2532) 2. Breese (1500) 3. Legde/Quitzöbel (608) 4. Rühstädt (461) 5. Weisen (964) | Lenzen-Elbtalaue (3984) 1. Cumlosen (717) 2. Lanz (723) 3. Lenzen (Elben), Stadt * (2086) 4. Lenzerwische (458) Meyenburg (4149) 1. Gerdshagen (492) 2. Halenbeck-Rohlsdorf (492) 3. Kümmernitztal (365) 4. Marienfließ (717) 5. Meyenburg, Stadt * (2083) Putlitz-Berge (4849) 1. Berge (758) 2. Gülitz-Reetz (469) 3. Pirow (439) 4. Putlitz, Stadt * (2681) 5. Triglitz (502) |